# Тасманов кит
Тасмановият кит още клюномуцунест кит на Шепърд (Tasmacetus shepherdi) е вид бозайник от семейство Hyperoodontidae.

## Разпространение и местообитание
Видът е разпространен в Австралия, Аржентина, Асенсион и Тристан да Куня, Нова Зеландия (Северен остров, Чатъм и Южен остров), Остров Света Елена, Чили (Хуан Фернандес) и Южна Африка.
Обитава крайбрежията на океани и морета в райони с умерен климат.

## Описание
Теглото им е около 2500 kg.